# Miguel de Medina
Miguel de Medina (Belalcázar, 1489-Toledo, 1578) fue un teólogo y humanista español. Considerado un políglota (dominaba el latín, griego, hebreo y caldeo), era especialista en la Biblia y polemista en defensa de la fe católica.

## Biografía

### Infancia y juventud
De familia noble, estudió artes en Córdoba e inició los estudios teológicos antes de hacerse fraile. A los veinte años tomó el hábito franciscano en el convento de Hornachuelos, de la Custodia de los Ángeles. Por aquel tiempo el cardenal Cisneros fundó la Universidad de Alcalá y estableció el Colegio de San Pedro y San Pablo para todos los franciscanos españoles. Allí fue enviado Fr. Miguel de Medina para completar su formación; luego se doctoró en Toledo. Terminados los estudios, se quedó en Alcalá y, con los debidos permisos, pasó a la Provincia de Castilla. En 1558 concurrió a la cátedra de Sagrada Escritura de la Universidad de Alcalá, y la ganó.

### Concilio de Trento
En 1562, Felipe II, siguiendo la propuesta de dicha Universidad, envió al P. Medina, como teólogo, al Concilio de Trento. Los Legados del Concilio le encomendaron la corrección de las Centurias de Magdeburgo, tarea que le ocupó varios años. Ejerció cargos importantes en su Orden y asistió al Capítulo general celebrado en Roma el año 1571, en el que fue candidato sólido para ministro general.

### Detención por la Inquisición
Ya de regreso en España y acusado de errores luteranizantes, la Inquisición ordenó la detención de Medina y el secuestro de todos sus libros. En octubre de 1572 fue encarcelado y todas sus pertenencias fueron confiscadas. El proceso fue largo, pues concluyó en febrero de 1578. El 28 de abril de aquel año, Medina enfermó gravemente en la cárcel y solicitó que lo trasladasen a su convento de San Juan de los Reyes en Toledo. Así se hizo el mismo día, y el 1 de mayo de 1578, después de haber hecho profesión de fe y haber perdonado a sus enemigos, murió. Ya difunto, un decreto del Tribunal del Santo Oficio lo declaró inocente y lo absolvió de todas las acusaciones, ordenando que se le restituyera cuanto se le había secuestrado.

## Obras
La primera obra del P. Miguel de Medina fue el Apologeticum (1558) en defensa del franciscano Juan Wild Fero y refutando a Domingo de Soto; la polémica entre Soto y Medina duró años. Su obra más importante es De recta in Deum fide (1563). También escribió en latín sobre las indulgencias, el purgatorio, el celibato, temas bíblicos y las Centurias. En castellano escribió tres obras de un tema que tuvo que practicar largamente: Carta sobre San Mateo cap. 18,3-4, editada junto al Tratado de la cristiana y verdadera humildad (1570); Ejercicio de la verdadera y cristiana humildad (1570). La primera es una preciosa exposición de la doctrina sobre la infancia espiritual («Si no os hacéis como niños, no entraréis en el reino de los cielos») por vía de humildad, que supone gran virilidad de espíritu. En la segunda «se habla de la naturaleza, excelencias, propiedades y frutos de esta santa virtud, y se descubre la fealdad y malicia de la soberbia». La tercera es un estudio en que «se da forma para que el hombre cristiano, de cualquier estado que sea, desterrado todo género de soberbia y altivez de este mundo, pueda no solamente aprovechar en esta virtud, pero venir a la cumbre y alteza de su perfección».
Otras obras son:
- "Christianae paraenesis sive de recta in Deum fide libri septem" (Venecia, 1564);
- "Disputationes de indulgentiis adversus nostri temporis haereticos ad PP. s. Concilii Trident." (Venecia, 1564);
- "De sacrorum hominum continentia libri V" (Venecia, 1569), contra aquellos que defendían el matrimonio de los sacerdotes;
- "De igne purgatorio" (Venice, 1569);